# An Lushan
Ān Lùshān (chinois simplifié : 安禄山 ; chinois traditionnel : 安祿山, 703 - 757) est un général, de père sogdien ou Khitan et de mère turque, au service de l'empereur chinois Xuanzong de la dynastie Tang. En 755 il se révolte (révolte d'An Lushan), lançant une des plus grandes guerres civiles de l'histoire, qui fit plus de treize millions de morts.

## Biographie
Général de l'armée Tang, il progresse au sein de la hiérarchie impériale dans les années 740, jusqu'à devenir gouverneur militaire de Pinglu, à laquelle s'ajoutent Fanyang (745) puis Hedong (751). Les membres de son clan sont, en parallèle, nommés à la tête des deux provinces frontalières voisines,  si bien qu'à partir de 752,  selon Stephen Owen, « toute la frontière septentrionale depuis les Ordos jusqu'à la Mandchourie est tenue par les An ».
An Lushan continue à profiter des faveurs impériales après le décès du ministre Li Linfu en 753, allant jusqu'à être adopté par Yang Guifei, la puissante favorite de l'empereur qui pour l'occasion habille le quinquagénaire comme un nouveau-né. L'empereur, pour sa part, le nomme duc puis prince, des titres jusqu'alors réservés aux individus de sang impérial. En 754, il se voit attribuer la direction des haras impériaux du Gansu : il devient de facto l'homme le plus puissant de Chine.
Les relations avec le ministre en chef Yang Guozhong se dégradent cependant. Lorsqu'en 754 An retourne à son poste dans le Hebei, Yang en profite pour éliminer la plupart de ses soutiens à la Cour et commence à répandre des rumeurs de rébellion à son sujet. De fait, après avoir ignoré plusieurs convocations An Lushan refuse directement, en 755, d'obéir à un envoyé impérial : le conflit est alors ouvert.
Cette révolte d'An Lushan, comme elle sera connue, met l'empire à feu et à sang : à la tête de ses troupes, il prend d'abord Luoyang puis, ayant défait le gros des troupes loyalistes en 756, il marche sur Chang'an tandis que l'empereur s'enfuit vers le Sichuan. An Lushan se proclame alors empereur et fonde la dynastie Yan (ou Grand Yan (大燕), du nom de la région du Nord-Est où ses soutiens sont les plus nombreux). 
Il est assassiné en janvier 757 par son fils, et sa dynastie s'éteindra en 763.